# Coram, Montana
Coram är en så kallad census-designated place i Flathead County i Montana. Vid 2010 års folkräkning hade Coram 539 invånare.